# Mitcheldean
Mitcheldean è una cittadina del Gloucestershire, in Inghilterra.